# Blackfriars
Blackfriars è un'area centrale di Londra, collocata nell'angolo sud-est della City.
Il nome Blackfriars fu usato per la prima volta nel 1317 e deriva dal copricapo nero usato dall'Ordine dei Domenicani che spostarono la loro residenza religiosa da Holborn all'area che sta tra il Tamigi e Ludgate Hill nel 1276.  Edoardo I diede il permesso di ricostruire le mura della città di Londra, che stavano proprio tra il fiume e Ludgate Hill. Il sito era usato per le grandi occasioni di stato, incluse le sedute del Parlamento e il Consiglio della Corona, fu anche il luogo per l'udienza di divorzio nel 1529 di Caterina d'Aragona e Enrico VIII. La residenza religiosa alla fine fu chiusa nel 1538 a seguito dello scioglimento dei monasteri durante il regno di Enrico VIII.
Successivamente alcuni edifici vennero dati in affitto ad alcuni impresari che vi costruirono il Blackfriars Theatre, non lontano dal Globe Theatre di William Shakespeare che si trova quasi di fronte ma sull'altra sponda del Tamigi. Nel 1632, la Società dei Farmacisti (una Corporazione), acquistò la pensione del monastero e vi stabilì la propria base. L'edificio venne distrutto dal Grande incendio di Londra ma la società lo ricostruì e si trova tuttora a Blackfriars.